# 矾鸟属
矾鸟属（学名：Bauxitornis）是反鸟类鸟龙鸟科下的一属，现已灭绝，生活在白垩纪晚期（桑托期）的匈牙利境内。 早在2008年，匈牙利白垩纪鸟类化石综述中首次提及了该属物种，但直到2010年才在加雷斯·J·戴克和阿提拉·厄希发表的综述中被正式命名。本属的模式物种是明氏矾鸟（B. mindszentyae）。属名Bauxitornis指的是发现它的地方，即一处铝土矿区。种加词mindszentyae是为了纪念厄希的顾问安德烈·明德森蒂（Andrea Mindszenty）。

## 描述
矾鸟的正模标本是MTV V 2009.31.1（以前称为MTM Gyn/439），一个右跗跖骨。这块骨头长51毫米，表明矾鸟是一种相对较大的反鸟类，类似于姐妹鸟龙鸟和鸟龙鸟。
此外，其他几个特征支持将矾鸟归类为一种鸟类。第三跖骨（中间保留的中足骨）滑车（脚趾关节）的内侧边缘有一个小而明显的骨突，该骨突向脚踝下方延伸。虽然跗跖骨大部分未融合，但第二和第三跖骨的近端（附近）部分已融合在一起形成一个平坦区域，该区域延伸约其轴长度的三分之一。跗跖骨的近端横向（向外）弯曲。
然而，矾鸟可以与这些其他对生鸟类区分开来，因为它有一个缩短的第二跖骨（保存最里面的中足骨），而没有胫骨颅肌的结节（伤痕累累的肿块）。此外，矾鸟最长的跖骨是第四跖骨（最外层的中足骨）而不是第三跖骨。

## 分类
虽然通常被认为是鸟龙鸟科的反鸟类，但一项研究发现它是一种与巴拉乌尔龙密切相关的更基础的鸟类。